# Bay (Haute-Saône)
Bay település Franciaországban, Haute-Saône megyében. Lakosainak száma 162 fő (2022. január 1.). Bay Cult, Chenevrey-et-Morogne, Hugier és Sornay községekkel határos.

## Népesség
A település népességének változása:
| Lakosok száma | 127  | 133  | 135  | 142  | 145  | 149  | 152  | 160  | 162  |
|               | 2013 | 2015 | 2016 | 2017 | 2018 | 2019 | 2020 | 2021 | 2022 |